# مجلس تقدير الألعاب

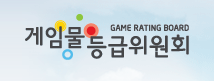

مجلس تقدير الألعاب (بالكورية - هانغول: 게임물등급위원회؛ غيمول دوهنغ-غوب-ويوانهوه) هو نظام تقييم محتوى ألعاب الفيديو في كوريا الجنوبية، وهو منظمة حكومية تم تأسيسها في 2006.

## التقديرات
| ALL | الجميع : ألعاب يمكن لجميع الأشخاص لعبها . |

| 12 | 12-سنة +: ألعاب لا يستطيع من هم أقل من 12 عاما لعبها إلا بمرافقة شخص ناضج. |

| 15 | 15-سنة +: ألعاب لا يستطيع من هم أقل من 15 عاما لعبها إلا بمرافقة شخص ناضج. |

| 18 | ألعاب لا يسمح لمن هم أقل من 18 عاما بلعبها. |